# صبر حقيقي
الصَبِر الحقيقي  أو المقر، السولع، ألوه أو الأَلْوَة الحقيقية أو صبر (باللاتينية: Aloe vera)  (نقحرة: ألوفيرا) وكذلك (باللاتينية: Aloe barbadensis) هو نوع من النباتات في جنس الصبر أصله من جنوب أفريقيا ومدغشقر وشبه الجزيرة العربية، ينمو في المناخ الجاف ويخزن الماء في أوراقه السميكة. قد تعرف خطًأ بالصبار، غير أنّ الصبر (بكسر الباء) نبات مختلف ولا ينتمي إلى نفس فصيلة الصبار.

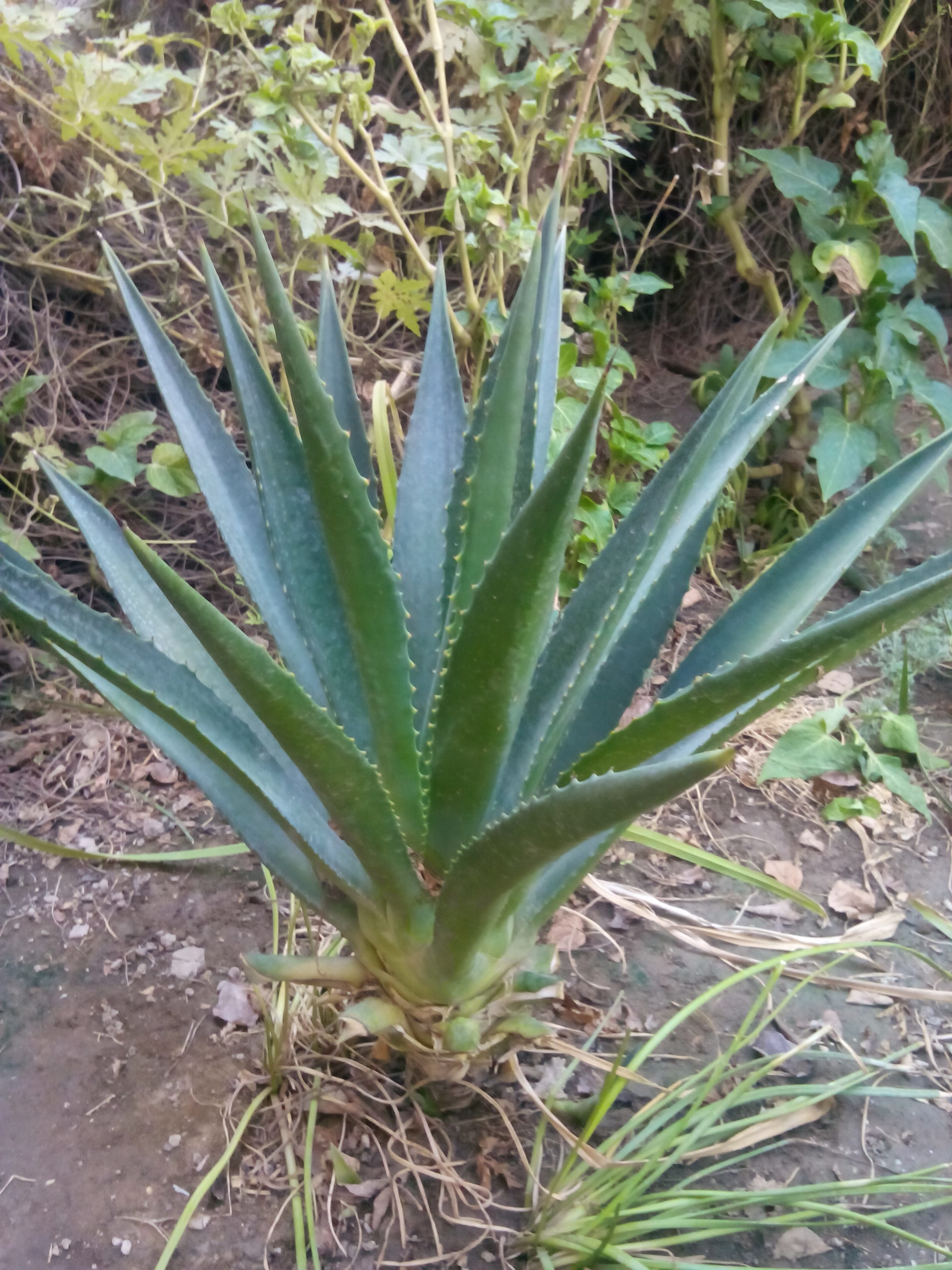
نبات الصبر في حديقة منزلية

## معرض صور

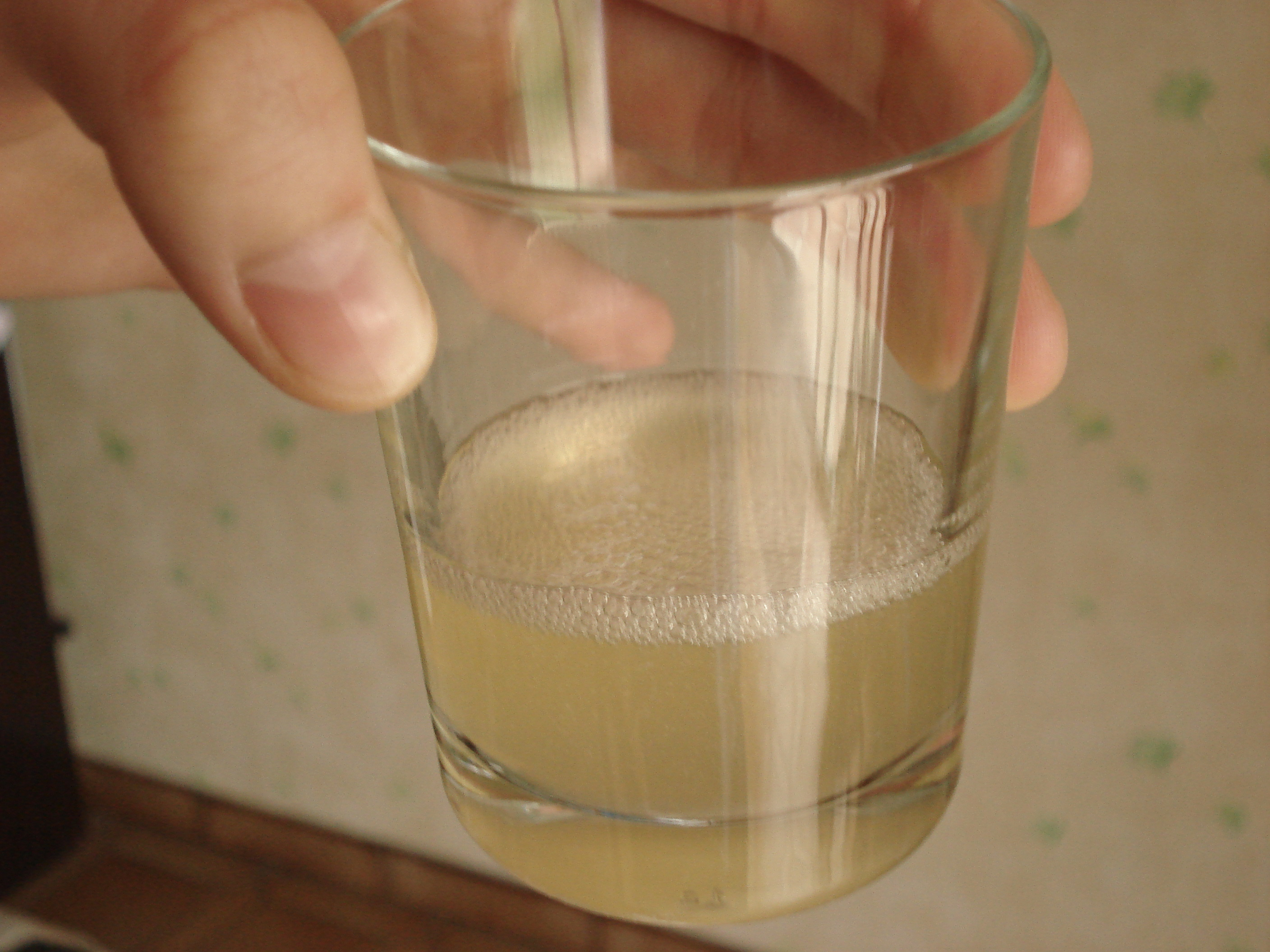
عصير جل النبتة
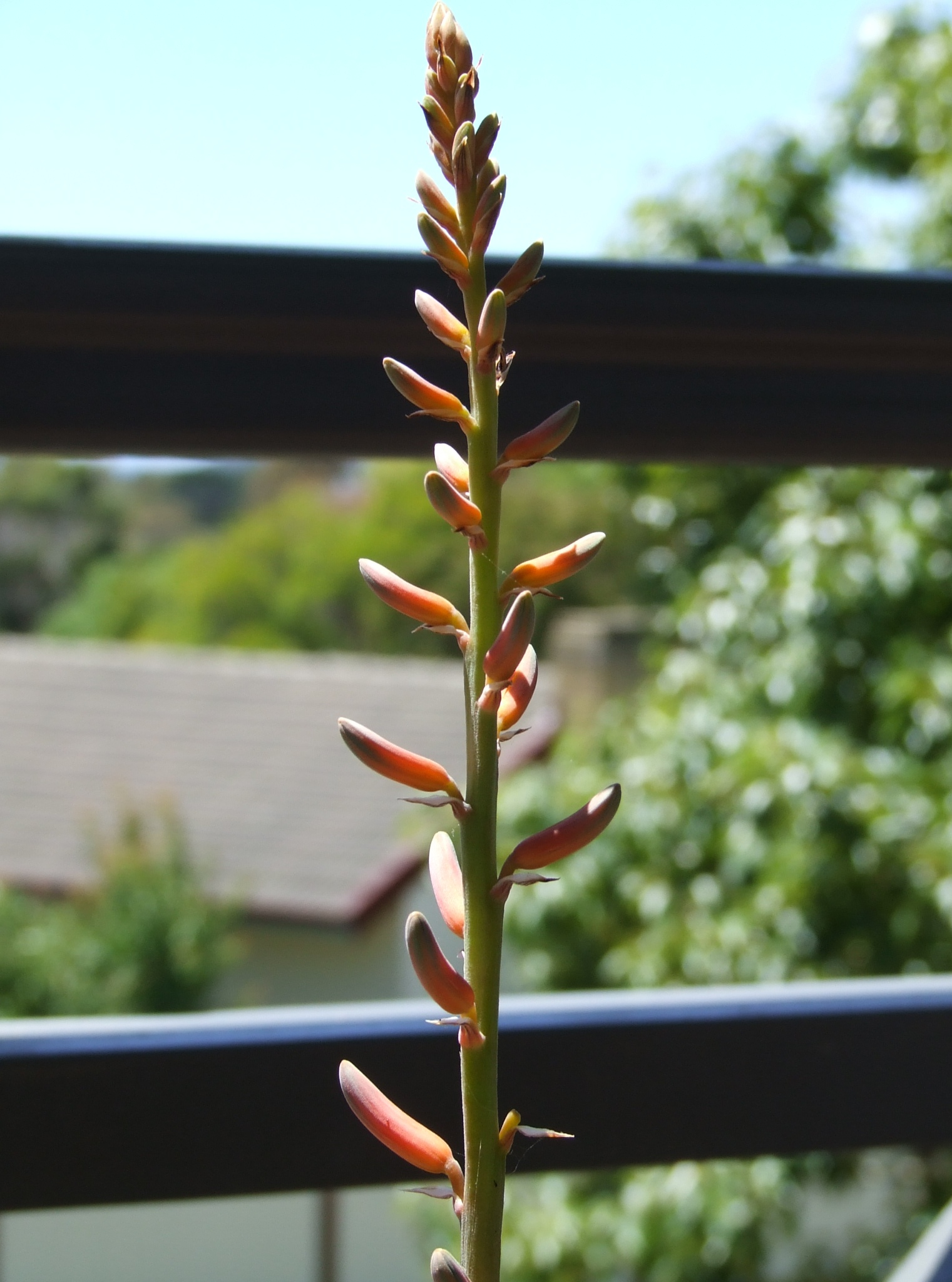
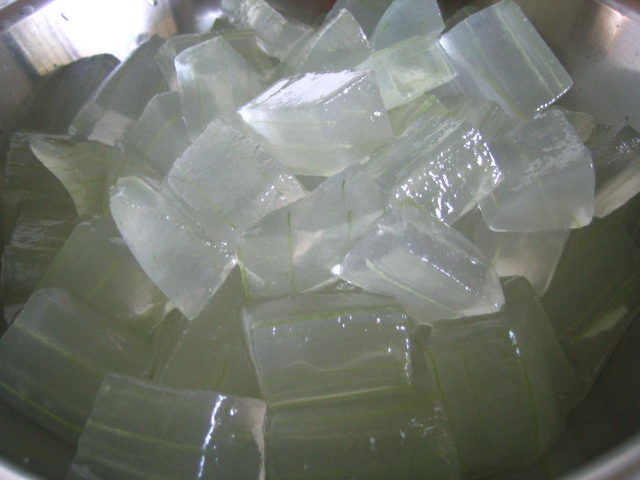
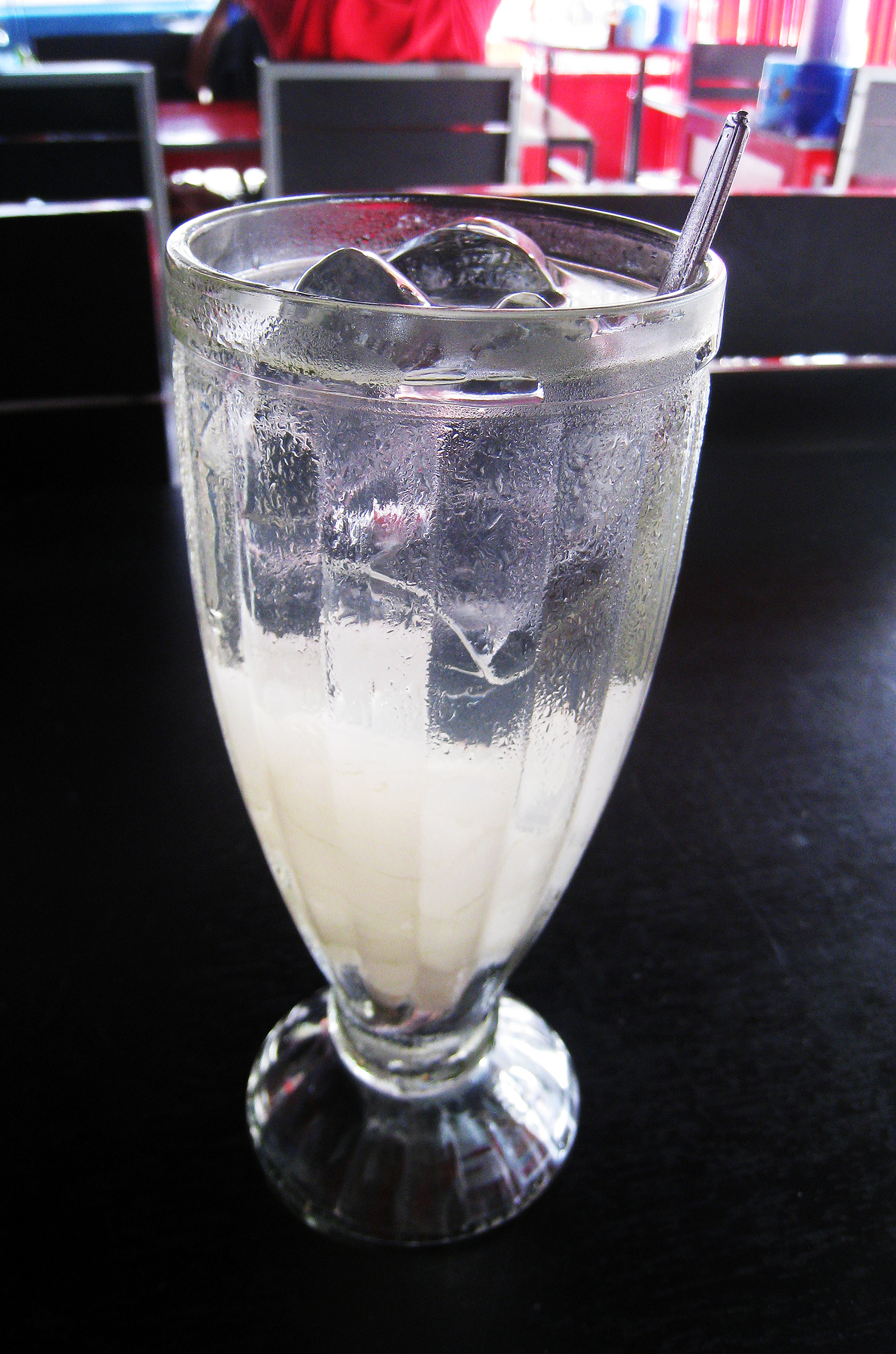
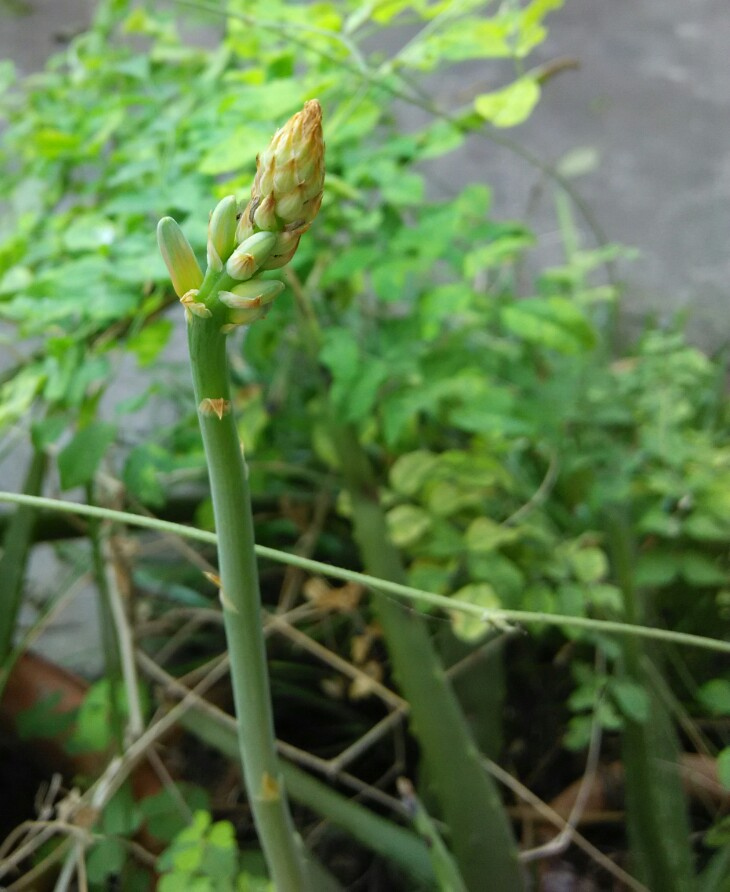
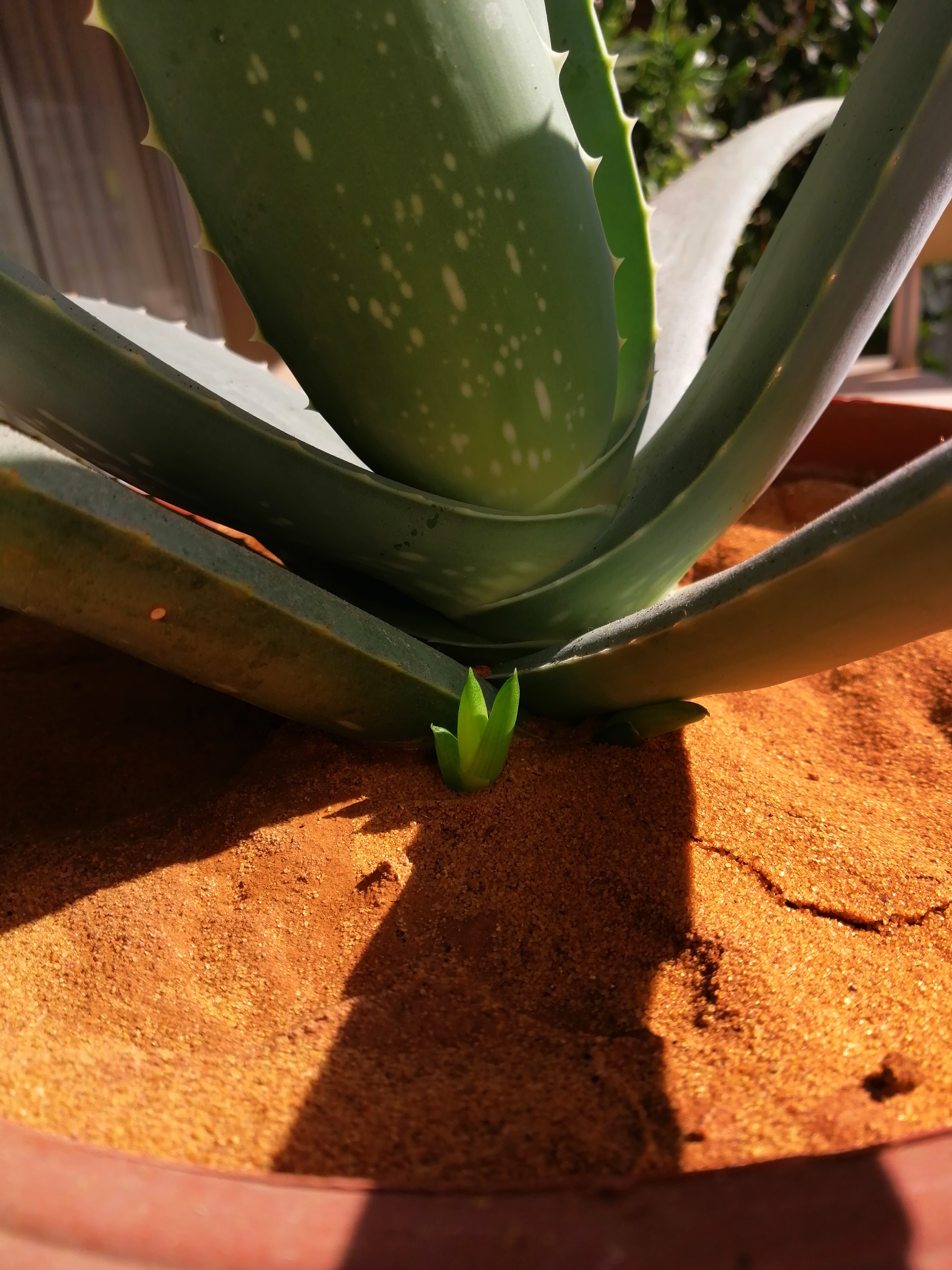
برعم (فسيلة) نبتة الصبر عند ظهوره عند كعب النبتة